# Iglesia de San Nicolás de Bari (El Frago)
La iglesia de San Nicolás de Bari en El Frago (provincia de Zaragoza, España) es una iglesia parroquial constituida por una nave única y un ábside semicircular románicos, núcleo original al que se añadió en el siglo xvi una torre a los pies, una sacristía y dos capillas laterales. 
Existen dos accesos románicos, uno en el lado meridional y otro en el hastial occidental, ambos con tímpanos esculpidos y arquivoltas en arco medio punto. Ambas se atribuyen al Maestro de Agüero (siglo xii) y destaca por su belleza la meridional con la Epifanía representada en el tímpano y un calendario en las arquivoltas. 
En el interior, un gran retablo romanista oculta el ábside románico, debajo del cual hay una cripta, lo que hace que el presbiterio se sobreeleve, mientras que a los pies se eleva un coro alto también añadido en el siglo xvi. 
Toda la fábrica es de sillar y la decoración de los paramentos murales es muy sobria tanto al interior como al exterior, a excepción de las citadas portadas y la torre, de planta cuadrada y rematada por un chapitel.